# Brezje pri Veliki Dolini
Brezje pri Veliki Dolini je naselje u Općini Brežice u istočnoj Sloveniji. Brezje pri Veliki Dolini se nalazi u pokrajini Dolenjskoj i statističkoj regiji Donjoposavskoj. 

## Stanovništvo
Prema popisu stanovništva iz 2002. godine Brezje pri Veliki Dolini je imalo 115 stanovnika.

### Etnički sastav
1991. godina:
- Slovenci: 147 (95,5%)
- Hrvati: 6 (3,9%)
- Srbi: 1

## Vanjske poveznice
- Satelitska snimka naselja  Arhivirana inačica izvorne stranice od 29. srpnja 2017. (Wayback Machine)